# Gorka Arrizabalaga
Gorka Arrizabalaga Aguirre (Mallavia, Vizcaya, 14 de abril de 1977) es un exciclista español, profesional entre los años 2000 y 2005.

## Biografía
Sus inicios en el ciclismo fueron en el equipo ciclista Euskaltel Euskadi, logrando en sus filas su mejor actuación en una gran vuelta el Vuelta a España de 2003, en el que finalizó en el puesto 98.º.

## Palmarés
No consiguió ninguna victoria profesional.

## Resultados en Grandes Vueltas
Durante su carrera deportiva consiguió los siguientes puestos en las Grandes Vueltas:
| Carrera | Carrera         | 2000 | 2001 | 2002  | 2003 | 2004 | 2005 |
| ------- | --------------- | ---- | ---- | ----- | ---- | ---- | ---- |
|         | Giro de Italia  | —    | —    | —     | —    | —    | —    |
|         | Tour de Francia | —    | —    | 142.º | —    | —    | —    |
|         | Vuelta a España | —    | —    | —     | 98.º | —    | —    |

—: No participa

Ab.: Abandono

## Equipos
- Euskaltel Euskadi (2000-2004)
- Orbea (2005)